# 非建築結構物

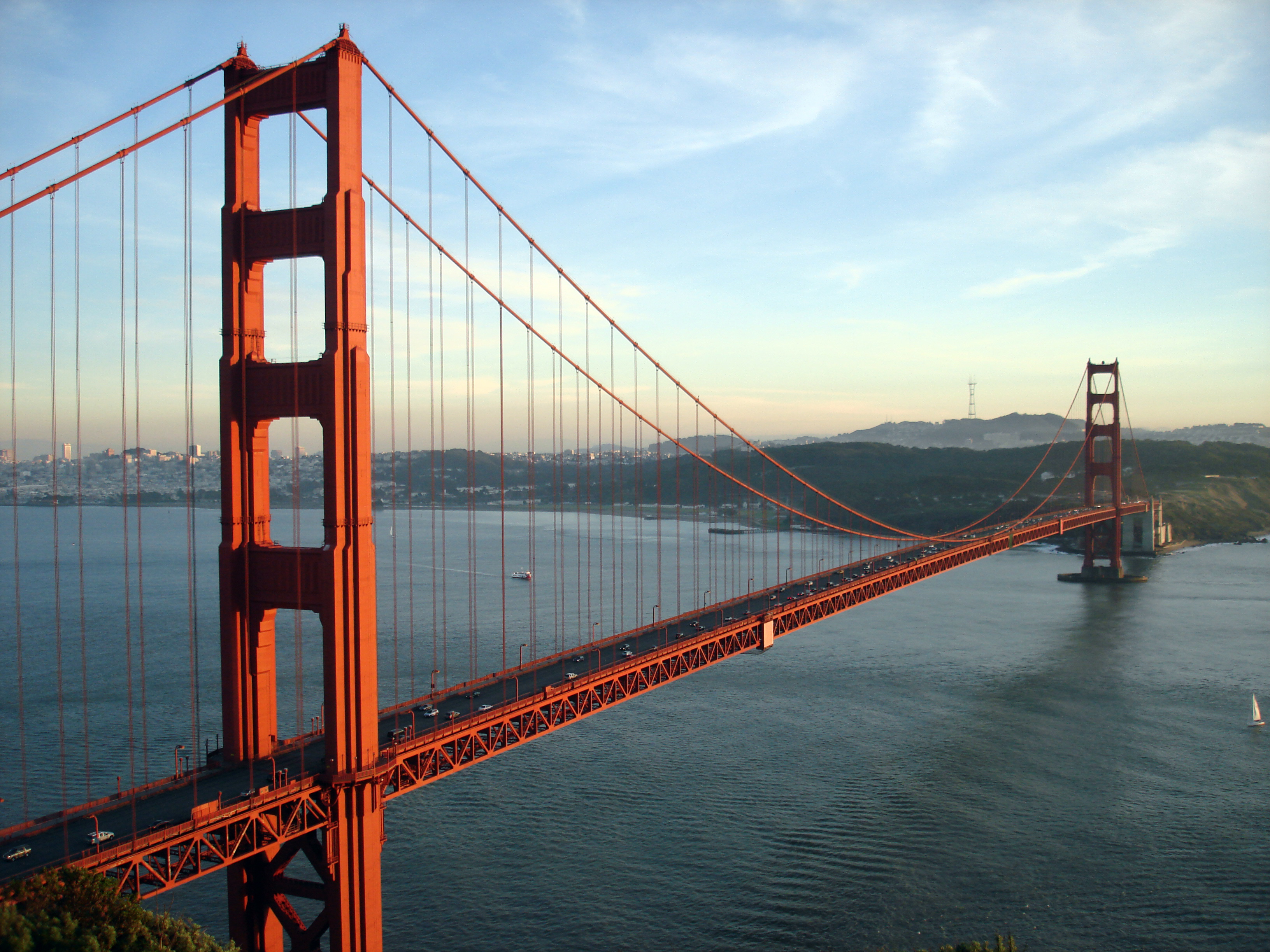
橋塔

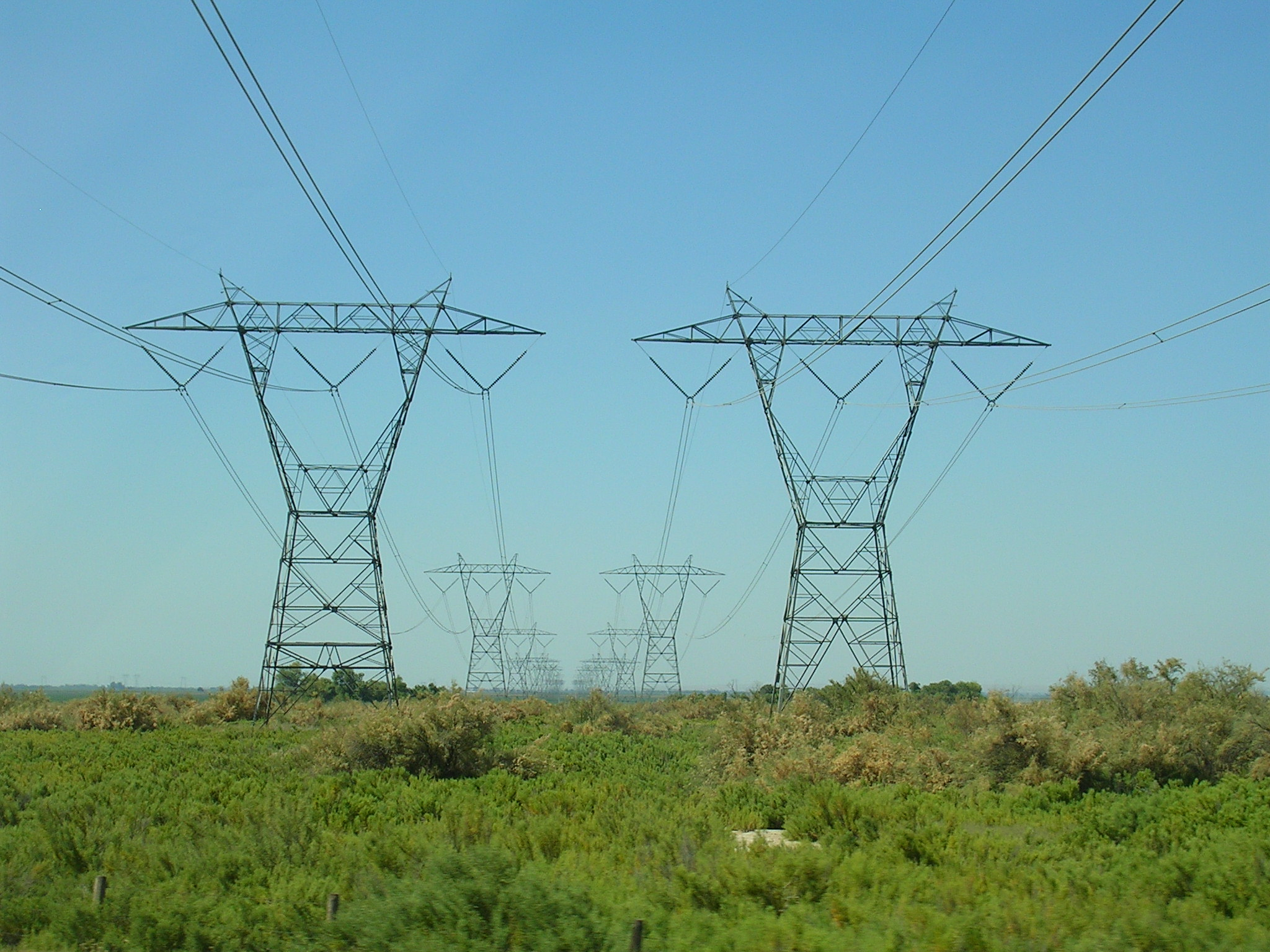
電塔

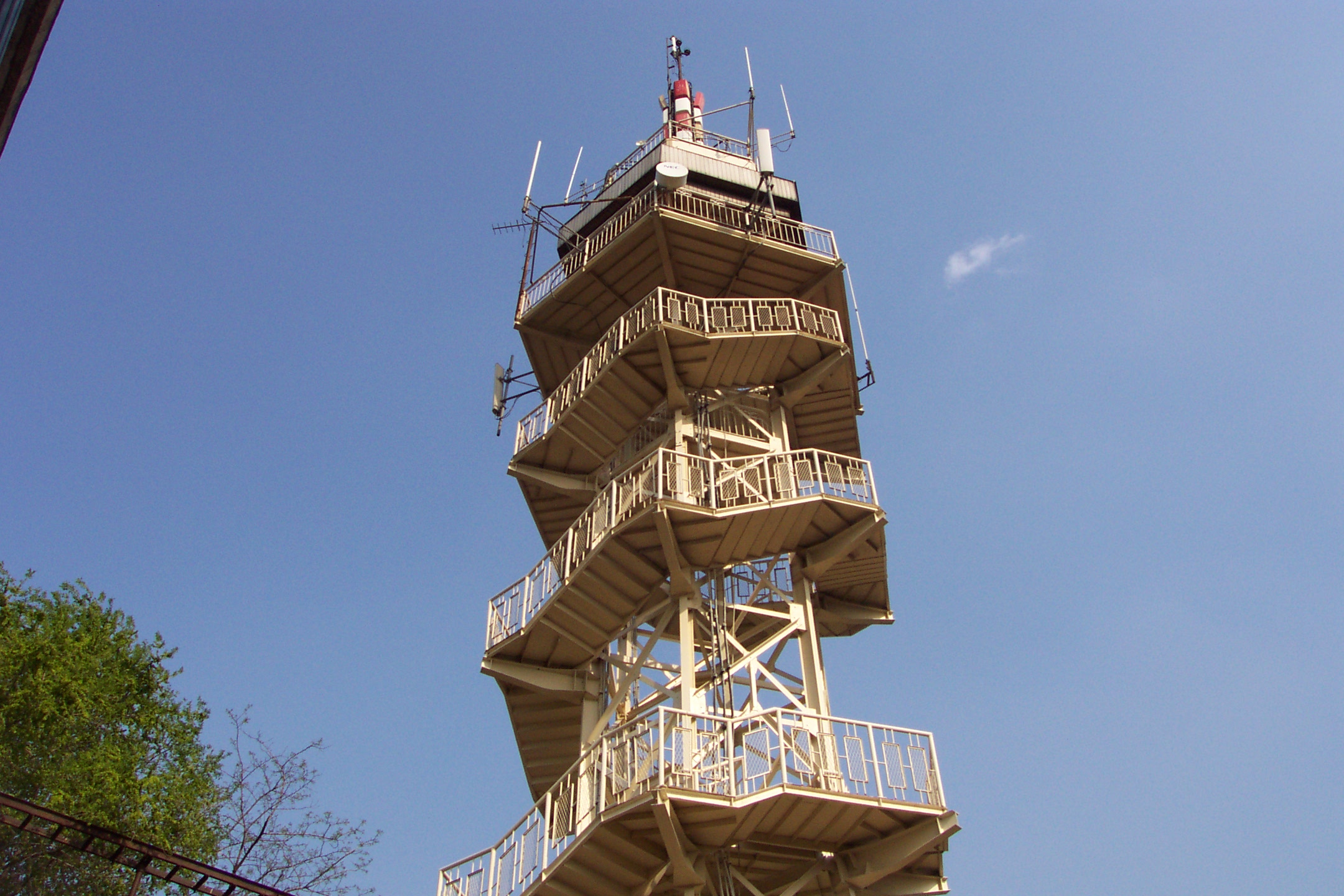
电波塔

非建築結構物（英語：nonbuilding structures），簡稱結構物，是指那些不是設計來讓人類長久居住或活動的物體。建築師、結構工程師及机械工程師常用這個術詞，以明確地辨別那些非建築物的結構物。

## 例子
以下是非建筑結構物的例子：
- 纜車塔
- 竞技场
- 船舶升降機
- 橋樑與橋式結構物（高架渠、高架道路、塔架式橋樑、高架橋等）
- 公交车站
- 运河
- 车棚
- 頂篷
- 煙囪、高炉、砖窑、焦炉
- 起重机
- 水壩
- 伏流水取水設施
- 地下水井
- 水塔
- 電塔
- 摩天輪
- 紀念性結構物
- 立體式停車場
- 近海石油平台 （除了生產與住宿設施這兩個部分）
- 棧橋
- 雲霄飛車
- 擋土牆
- 下水道系統
- 結構物設計成能支撑、容納或傳送液體與氣體物質
  - 冷卻塔
  - 管線輸送
  - 分餾與支撐結構，用在化學、石化產品工廠與煉油廠
  - 貯存槽
- 無線電鐵塔
- 隧道
- 碼頭

## 例外

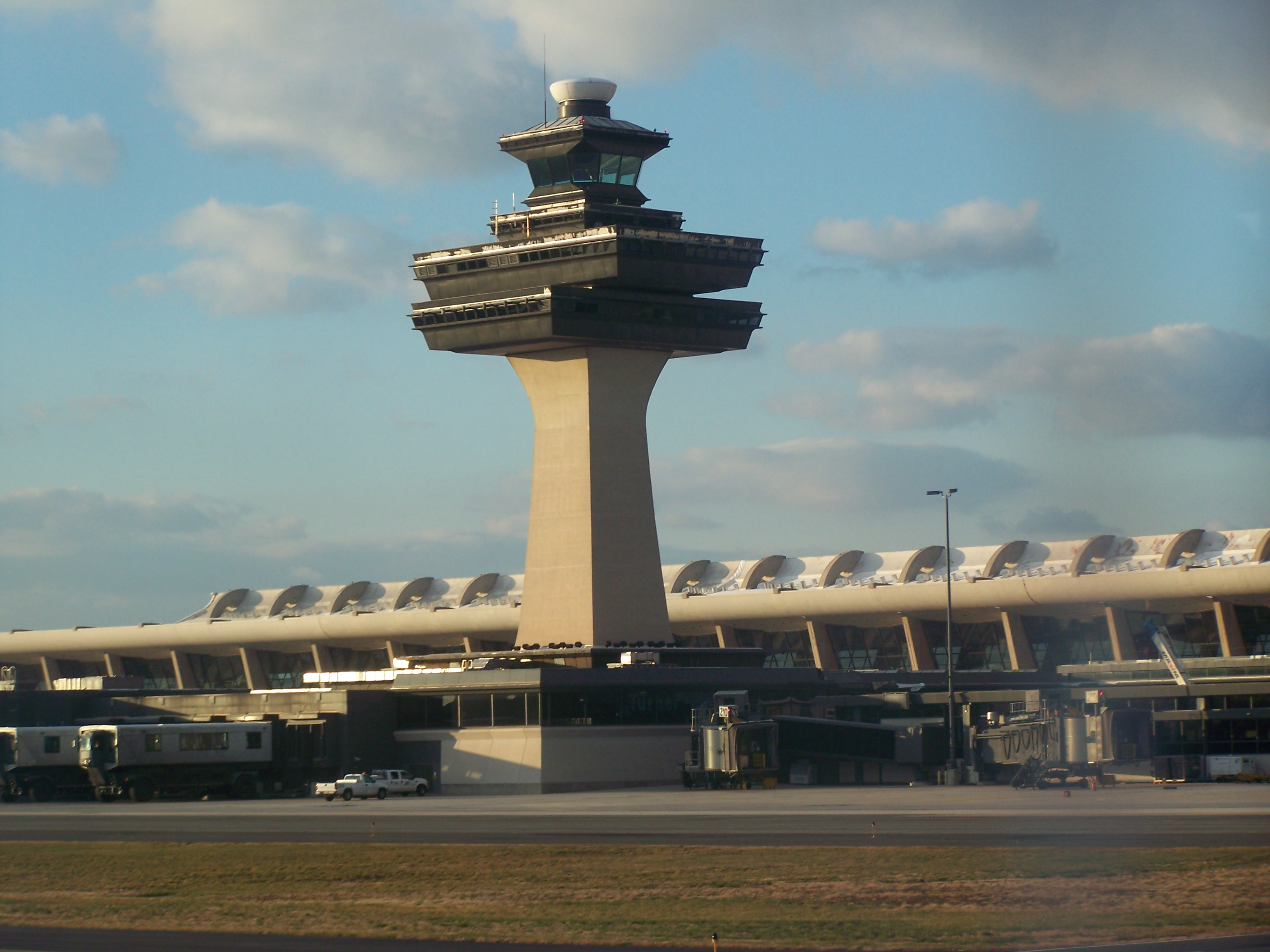
華盛頓杜勒斯國際機場塔台

以下一些有人類定期在內部活動的結構物，一般不被視為「結構物」。消防安全方面，也常被歸類在「建築物」：
- 塔台
- 工廠
- 亭子
- 燈塔
- 發電廠
- 精煉廠
- 倉庫